# Libnotes ditior
Libnotes ditior är en tvåvingeart. Libnotes ditior ingår i släktet Libnotes och familjen småharkrankar.

## Underarter
Arten delas in i följande underarter:
- L. d. ditior
- L. d. subditior